# Thijs Vloebergh
Thijs Vloebergh (Leuven, 1995) is een Belgische journalist en voormalig amateurvoetballer. In 2023–2024 kreeg hij bekendheid door het project Going Pro, een documentaire-reeks op het YouTube-kanaal van DAZN waarin hij op 28-jarige leeftijd probeerde om profvoetballer te worden. Hij maakte zijn profdebuut op 4 augustus 2024 bij Patro Eisden Maasmechelen.

## Opleiding en journalistiek
In 2017 begon hij aan de opleiding journalistiek aan de Erasmushogeschool Brussel. Tijdens zijn studie richtte hij zich eerst op muziek, maar later liep hij stage bij Eleven Sports en Roularta Media Groep. Na zijn afstuderen in 2020 kreeg hij een contract aangeboden bij Eleven Sports. Sinds de overname van Eleven Sports door het internationale mediabedrijf DAZN in 2022, werkt Vloebergh daar als sportjournalist en presentator. Hij is ook actief op sociale media, waaronder TikTok en Instagram, waar hij content maakt rond sport en mode.

## Voetbalcarrière
Vloebergh speelde als jeugdspeler voor GR Katelijne, FC Duffel en Racing Mechelen. Bij de senioren kwam hij uit in de vierde provinciale. Hij speelde ook een korte tijd in de tweede klasse van Indonesië.

### Going Pro (2023–2024)
In 2023 begon Vloebergh met het project Going Pro, een documentaire in samenwerking met DAZN waarin hij trachtte op 28-jarige leeftijd profvoetballer te worden binnen één jaar. Hij trainde onder begeleiding van professionele coaches, voedingsdeskundigen en onder andere Luc Nilis. Hij nam deel aan testtrainingen bij Belgische clubs zoals Zulte Waregem en KV Mechelen. Ondanks knieproblemen zette hij het traject voort.
De reeks werd uitgezonden op het YouTube-kanaal van DAZN en kreeg brede aandacht via sociale media.

### Profcontract bij Patro Eisden
In juli 2024 tekende Vloebergh een kortlopend contract bij Patro Eisden Maasmechelen. Op 4 augustus 2024 maakte hij zijn profdebuut in een oefenwedstrijd tegen MVV Maastricht op de fandag van de club. Het contract was beperkt tot die ene wedstrijd. Hij werd officieel geregistreerd als profvoetballer en speelde als linksbuiten.
Na deze wedstrijd was hij zonder club.